# Michael Wildbacher
Michael Wildbacher (* 31. März 2002 in Feldbach) ist ein österreichischer Fußballspieler.

## Karriere
Wildbacher begann seine Karriere beim SV Schwanberg. Im September 2014 kam er in die Jugend des Grazer AK. Zur Saison 2016/17 wechselte er in die Akademie der Kapfenberger SV. Im August 2018 kam er erstmals für die sechstklassige Drittmannschaft, den ASC Rapid Kapfenberg, zum Einsatz. Zur Saison 2019/20 rückte er in den Kader der zweiten Mannschaft, für die er im August 2019 gegen den SVU Murau zu seinem ersten Einsatz in der fünftklassigen Oberliga kam.
Im Oktober 2019 stand er gegen den SC Austria Lustenau erstmals im Kader der Profis der Steirer. Sein Debüt für diese in der 2. Liga gab er im Juni 2020, als er am 21. Spieltag der Saison 2019/20 gegen den FC Dornbirn 1913 in der 69. Minute für Alexander Steinlechner eingewechselt wurde. Insgesamt kam er zu 26 Zweitligaeinsätzen, ehe er die KSV nach der Saison 2022/23 verließ.
Zur Saison 2023/24 wechselte er dann zum Regionalligisten Deutschlandsberger SC.